# Давид Петрович
Давид Петрович (серб. Давид Петровић, нар. 14 березня 2003, Чачак, Сербія) — сербський футболіст, фланговий захисник клубу «Раднички» (Ниш).

## Ігрова кар'єра

### Клубна
Давид Петрович є вихованцем футбольної академії столичного клубу «Црвена Звезда». Але в основі клубу Петрович не провів жодного матчу, а був відправлений для набору ігрової практики у клуб Першої ліги — столичний «Графичар», де й дебютував на професійному рівні. Після закінчення оренди, футболіст підписав з клубом контракт на повноцінній основі.
Відігравши в клубі три сезони, влітку 2023 року Петрович перейшов до клубу Суперліги «Раднички» (Ниш). І 25 серпня 2023 року зіграв першу гру в елітному дивізіоні.

### Збірна
У 2023 році Давид Петрович почав свою кар'єру в молодіжній збірній Сербії.